# Wibroizolacja

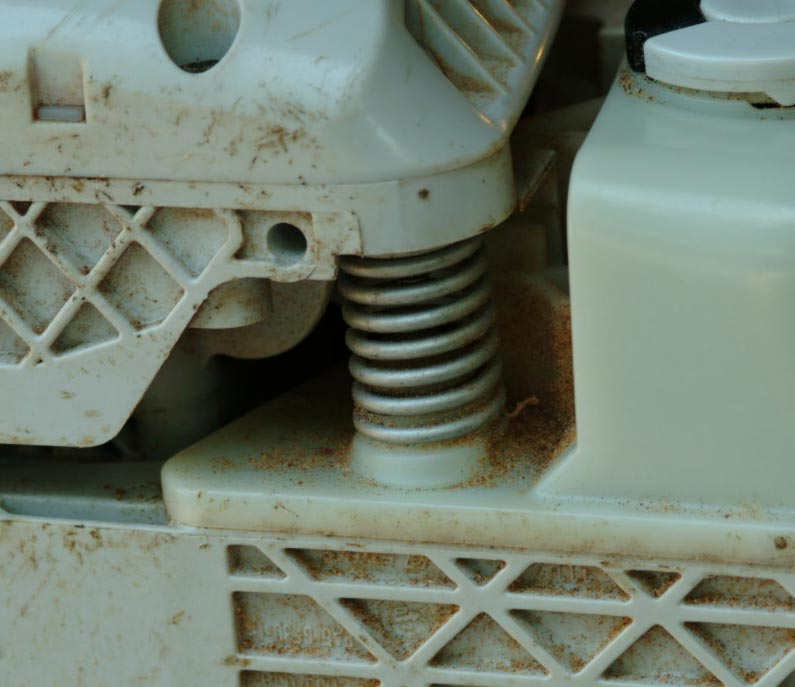
Podkładka antywibracyjna

Wibroizolacja jest pojęciem obejmującym cały zespół środków mających na celu ograniczenie przenoszenia się drgań: 
1) z ich źródła na jego szeroko rozumiane otoczenie (izolacja czynna) 
2) z (drgającego) otoczenia na znajdujące się w nim obiekty chronione (izolacja bierna). 
Izolacja czynna odizolowuje źródło drgań od otoczenia. 
Ma ona za zadanie ograniczyć przenoszenie się drgań z ich źródeł (maszyny, urządzenia, kołowy ruch uliczny, tramwaje, koleje) na otoczenie (stropy, ściany, podłoże, fundamenty budowli). Najczęściej do izolacji tego typu stosuje się podkładki sprężysto-tłumiące wykonywane w różnych wariantach. Są one stosowane przy posadowieniu maszyn i urządzeń bezpośrednio na stropach albo na samodzielnych fundamentach. Podkładki wykonywane są z materiałów takich jak korek, guma, rozmaite tworzywa sztuczne. Tego rodzaju podkładki stosuje się również przy układaniu torów tramwajowych i kolejowych. Istotą izolacji czynnej jest zmniejszanie oddziaływań źródła drgań na otaczające środowisko. Całkowite wyeliminowanie tych oddziaływań nie jest niestety możliwe.
Izolacja bierna ogranicza przenoszenie się drgań z podłoża (nawierzchni) na obiekt chroniony. 
Najlepszym przykładem takiej izolacji jest resorowanie pojazdów, którego zadaniem jest zapewnienie pasażerom komfortu jazdy. W przypadku, gdy drgania podłoża są spowodowane ruchem ulicznym, stosuje się ekranowanie fundamentów budowli za pomocą pionowych ścianek szczelnych montowanych w głębokim wykopie i podtrzymujących pionowo usytuowane warstwy wibroizolacyjne, utworzone z materiałów tłumiących drgania. Stosowane są też warstwy powietrzne. Skuteczność takiej izolacji wymaga jednak, aby wykopy sięgały poniżej poziomu posadowienia fundamentów budowli, a warunek ten nie zawsze może być spełniony. 
Podział metod wibroizolacji na czynne i bierne, stosowany tradycyjnie w literaturze, nie uwzględnia sposobu, w jaki drgania są redukowane. Przy dzisiejszym rozwoju technik stosowanych przy tej redukcji wydaje się celowe wyróżnienie ich dwu wariantów: pasywnego i aktywnego. 
- Wariant pasywny polega na zastosowaniu elementów pasywnych w postaci warstw sprężysto tłumiących i podkładek amortyzujących.
- Wariant aktywny wiąże się z rozbudową głównego układu drgającego o dodatkowe elementy (wibroabsorbery) biorące aktywny udział w procesie wygaszania drgań. Elementy te dołączane są szeregowo do układu głównego. Wyszczególnić można ich następujące typy:
  - dodatkowa masa przestrajająca
  - eliminator dynamiczny działający na zasadzie antyrezonansu; ten sposób wygaszania drgań jest szczególnie efektywny przy wymuszeniach harmonicznych
  - element wiskotyczny rozpraszający energię drgań
  - element cierny rozpraszający energię drgań
  - element zderzeniowy wygaszający drgania impulsowo (dodatkowa masa uderza w ograniczniki)